# تاکه‌هیرو هیرا
تاکه‌هیرو هیرا (انگلیسی: Takehiro Hira؛ زادهٔ ۲۷ ژوئیهٔ ۱۹۷۴) هنرپیشه تئاتر، سینما و تلویزیون اهل ژاپن است. از فیلم‌هایی که وی در آن نقش داشته است می‌توان به هاراکیری: مرگ یک سامورایی و وکیل‌مدافع تک اشاره کرد.